# دختر کارخانه (فیلم)
دختر کارخانه (عربی: فتاة المصنع) فیلمی در ژانر رمانتیک و درام به کارگردانی محمد حسن خان است که در سال ۲۰۱۳ منتشر شد. این فیلم برای اولین بار در جشنواره فیلم دبی، در دسامبر ۲۰۱۳ پخش‌شد. این فیلم، تنها فیلم مصری راه‌یافته به جشنواره جایزه اسکار بهترین فیلم خارجی‌زبان
در هشتاد و هفتمین دوره جوایز اسکار بود، اما نامزد دریافت نشد.